# Madhuca lancifolia
Madhuca lancifolia là một loài thực vật có hoa trong họ Hồng xiêm. Loài này được (Burck) H.J.Lam mô tả khoa học đầu tiên năm 1925.